# Kanton Pastaza
Der Kanton Pastaza befindet sich in der Provinz Pastaza im Osten von Ecuador. Er besitzt eine Fläche von etwa 20.000 km². Im Jahr 2022 lag die Einwohnerzahl bei rund 82.800. Verwaltungssitz des Kantons ist die Provinzhauptstadt Puyo mit 33.500 Einwohnern (Stand 2010). Folgende Volksgruppen sind im Kanton vertreten: Shuar, Achuar, Andwa, Kichwa, Sápara und Shiwiar.

## Lage
Der Kanton Pastaza erstreckt sich über den zentralen und südlichen Teil der Provinz Pastaza. Das Gebiet liegt im Amazonastiefland. Der Kanton liegt am linken Flussufer des Río Pastaza. Im Norden wird der Kanton vom Río Curaray und dessen rechten Nebenfluss Río Villano begrenzt. Die Fernstraße E45 (Macas–Tena) durchquert den Kanton. Die E30 zweigt bei Puyo nach Westen ab und führt nach Baños.
Der Kanton Pastaza grenzt im Osten an Peru, im Süden an die Kantone Taisha, Huamboya und Palora der Provinz Morona Santiago, im Westen an den Kanton Mera, im Nordwesten an den Kanton Santa Clara sowie im Norden an den Kanton Arajuno.

## Verwaltungsgliederung
Der Kanton Pastaza ist in die Parroquia urbana („städtisches Kirchspiel“)
- Puyo

und in die Parroquias rurales („ländliches Kirchspiel“)
- Canelos
- Diez de Agosto
- El Triunfo
- Fátima
- Montalvo
- Pomona
- Río Corrientes
- Río Tigre
- Sarayacu
- Simón Bolívar (Verwaltungssitz in Mushullacta)
- Tarqui
- Teniente Hugo Ortiz
- Veracruz (Verwaltungssitz in Indillama)

gegliedert.

## Geschichte
Der Kanton Pastaza wurde am 13. November 1911 als eigenständige politische Entität mit dem Hauptort Andoas (heute zur peruanischen Region Loreto gehörig) gegründet, seit 1912 war Sarayacu Hauptort. Am 5. Januar 1921 wurde eine neue territoriale Gesetzgebung im Amazonastiefland beschlossen, seitdem war Puyo Hauptort der Jefatura Pastaza, die dem heutigen Kanton äquivalent ist.
Entwicklung der Einwohnerzahl im Kanton Pastaza bei landesweiten Volkszählungen zum jeweiligen Gebietsstand:
| Jahr                    | Einwohner | +/-    |
| ----------------------- | --------- | ------ |
| 1950                    | 7.730     | –      |
| 1962                    | 13.693    | 77,1 % |
| 1974                    | 19.651    | 43,5 % |
| 1982                    | 27.679    | 40,9 % |
| 1990                    | 35.864    | 29,6 % |
| 2001                    | 45.512    | 26,9 % |
| 2010                    | 62.016    | 36,3 % |
| 2022                    | 82.754    | 33,4 % |
| Datenherkunft: Wikidata |           |        |